# Topomyia danaraji
Topomyia danaraji är en tvåvingeart som beskrevs av Ramalingam 1987. Topomyia danaraji ingår i släktet Topomyia och familjen stickmyggor. Inga underarter finns listade i Catalogue of Life.